# Axel Méyé
Axel Méyé Me Ndong (* 6. Juni 1995 in Libreville) ist ein gabunischer Fußballspieler.

## Karriere

### Verein
Méyé begann seine Karriere im Männerfußballbereich 2012 bei US Bitam. Noch im gleichen Jahr zog er zu Missile FC weiter, bevor im Sommer 2015 beim FC Akanda einen Vertrag unterschrieb.
Zur Rückrunde der Saison 2015/16 wechselte er zum türkischen Erstligisten Eskişehirspor. Mit diesem Verein ging er am Saisonende mit in die TFF 1. Lig und spielte in dieser Liga eine Spielzeit lang. Im Sommer 2017 wechselte er dann innerhalb dieser Liga zu Manisaspor.

### Nationalmannschaft
Méyé nahm mit der gabunischen Olympiaauswahl an den Olympischen Sommerspielen 2012 teil. Am 15. Juni 2012 debütierte er für die Gabunische Nationalmannschaft bei einem Spiel gegen Südafrika.